# Max Enker
Max Enker (Keulen, 10 augustus 1913 - Amersfoort, 27 mei 1983) was een Duits-Nederlandse predikant van Joodse afkomst. Hij vervulde de rol van predikant in Kamp Westerbork tijdens de Tweede Wereldoorlog.

## Levensloop

### Vroege jaren
Enker sympathiseerde in zijn jonge jaren met het communisme. Na de machtsovername door Adolf Hitler in zijn geboorteland week Enker in mei 1933 uit naar Nederland. In Scheveningen kwam hij in aanraking met de onder Joden werkzame zendeling Johannes Rottenberg, bij wie hij langere tijd verbleef. Enker voelde zich aangetrokken tot het christelijk geloof. In mei 1935 werd hij gedoopt en lid van de Nederlandse Hervormde Kerk. Hij kwam in aanraking met de Utrechtse predikant Johan Hendrik Grolle, in wiens visie het Joodse volk niet had afgedaan door de komst van Jezus Christus als Messias. 

### Hulppredikant in Utrecht
Enker ging in 1937 theologie studeren in Utrecht. Hij behaalde in december 1941 zijn kerkelijk examen waardoor hij predikant kon worden. Grolle benoemde hem in februari 1942 als hulpprediker in zijn Nicolaïkerk. Enker werd in de nacht van 18 op 19 augustus 1942 gearresteerd nadat hij door een Duitser was herkend als voormalig communist. Franz Fischer deed aan een vertegenwoordiger van de hervormde synode de belofte dat Enker vrijgelaten zou worden, maar brak zijn woord. De Joodse hulppredikant werd op 13 oktober 1942 overgebracht naar Kamp Westerbork en vond daar onderdak in de "gedoopte barak", de barak voor Duits- en Nederlandstalige joodse christenen.

### Predikant in Westerbork en Theresienstadt
In Westerbork verleende Enker pastorale zorg aan andere gevangenen. Hij stond in contact met vertegenwoordigers van de hervormde synode. Zo lichtte hij het in dat alleen doopbewijzen van voor januari 1941 effectief werkten om aan deportatie te ontkomen (sommige Joden probeerden aan deportatie te ontkomen door - al dan niet met vervalste papieren - aan te tonen dat zij het christelijk geloof aanhingen). Enker kreeg in mei 1943 van de hervormde kerk verlof om de doop en het avondmaal te bedienen. Normaal was dat alleen weggelegd voor in het ambt bevestigde predikanten. Enker werkte samen met Scrul Tabaksblatt die theologie had gestudeerd aan de opleiding van de Vrije Evangelische Gemeenten in Apeldoorn.  
Tabaksblatt en Enker botsten met Bruno Benfey, een Duits-Joodse predikant die van de Duitse kampleiding toestemming kreeg om eenmaal per maand voor de Duitse christenjoden te preken. Het conflict kwam tot een uitbarsting toen Benfey had ingestemd met een verzoek van kampcommandant Albert Gemmeker om tijdens een samenkomst opnamen te maken voor een film over Kamp Westerbork. Tabasblatt en Enker wisten hier niets van tot zij de registratiezaal betraden waar de samenkomst werd gehouden. Beide mannen vonden het verkeerd dat een kerkdienst werd gebruikt voor propagandadoeleinden en vertrokken uit protest. Gemmeker was boos en plaatste hen in een strafbarak. Tot tweemaal toe leek het erop dat zij op transport werden gezet.
Kamp Westerbork werd begin september 1944 ontruimd. Enker en Tabaksblatt hadden het geluk dat zij deel uit maakten van een transport van tweeduizend gevangenen naar het Tsjechische concentratiekamp Theresienstadt. Aldaar pakte Enker zijn pastorale activiteiten weer op. Op 8 mei 1945 leidde hij een Nederlandstalige dankdienst nadat het kamp bevrijd was. Een maand later keerde hij terug in Nederland.

### Naoorlogse jaren
Johan Hendrik Grolle nodigde Enker weer uit om zijn werk als hulppredikant weer op te pakken. In 1946 ontving hij een beroep uit Cadzand. Enker bleef betrokken bij de kerkelijke positie van joodse christenen. Hij werd lid van hun vereniging Haderech. Van 1953 tot 1958 werkte en woonde Enker in Israël als internationaal secretaris van de International Christian Hebrew Alliance. Het feit dat Enker de samenkomsten op zaterdag in plaats van zondag hield viel niet goed bij de hervormde synode. De predikant voelde zich thuis in Israël. Tegelijkertijd ergerde hij zich over de onenigheid binnen de kleine joods-christelijke gemeenschap. 
Na terugkeer in Nederland stond hij in Middelburg op de kansel. In die periode speelde ook onverwerkte kampherinneringen op. Enker scheidde van zijn vrouw en was enige tijd godsdienstleraar in Oegstgeest. Daarna was hij nog predikant in 't Zandt en Godlinze, voordat hij in 1971 vanwege gezondheidsredenen met pensioen ging. Enker vestigde zich in Hoogeveen. Hij raakte los van het christelijk geloof en keerde terug naar het jodendom. In 1983 overleed Enker in een Joods verzorgingstehuis in Amersfoort.

## Persoonlijk
Enker trouwde in 1946 met Hendrika Ziegelaar (1915-1997), die haar eerste man had verloren in een Jappenkamp. Uit dat huwelijk had zij een dochter. Samen met Enker kreeg zij nog drie kinderen. Enker en Ziegelaar gingen in de jaren zestig uit elkaar om later te hertrouwen. De tweede scheiding was definitief.